# Спас-Забережье
Спас-Забережье — деревня в Максатихинском районе Тверской области, входит в состав Рыбинского сельское поселение.

## География
Деревня находится на берегу реки Молога в 37 км на север от районного центра посёлка Максатиха.

## История
В 1834 году в селе была построена каменная Преображенская церковь с 3 престолами, исповедальные книги с 1823 года.
В конце XIX — начале XX века деревня входила в состав Столоповской волости Вышневолоцкого уезда Тверской губернии. 
С 1929 года деревня являлась центром Спас-Забережского сельсовета Максатихинского района Бежецкого округа Московской области, с 1935 года — в составе Калининской области, с 1954 года — в составе Труфанковского сельсовета, с 2005 года — в составе Селецкого сельского поселения, с 2014 года — в составе Рыбинского сельское поселение.

## Население
| 1859 | 2002 | 2010 |
| ---- | ---- | ---- |
| 261  | ↘29  | ↘17  |

## Достопримечательности
В деревне расположена недействующая Церковь Спаса Преображения (1834).